# Serrognathus taurus
Serrognathus taurus es una especie de coleóptero de la familia Lucanidae. La especie fue descrita científicamente por Louis Alexandre Auguste Chevrolat en 1841.

## Subespecies
- Serrognathus taurus borneensis Bomans, 1993

= Serrognathus taurus subtaurus Maes, 1992
- Serrognathus taurus cribriceps (Chevrolat, 1841)

= Dorcus cribriceps Chevrolat, 1841
= Lucanus taurus incertus Hope y Westwood, 1845
= Lucanus taurus moloschus Hope y Westwood, 1845
= Dorcus taurus oryx Burmeister, 1847
- Serrognathus taurus gypaetus (Laporte de Castelnau, 1840)

= Lucanus gypaetus Laporte de Castelnau, 1840
= Dorcus taurus capito Burmeister, 1847
= Lucanus taurus chevrolatii Hope, 1842
= Lucanus taurus dubius Hope y Westwood, 1845
= Lucanus taurus falco Laporte de Castelnau, 1840
= Lucanus taurus incertus Hope y Westwood, 1845
= Lucanus taurus indeterminatus Hope y Westwood, 1845
= Dorcus taurus javanus Hope y Westwood, 1845
= Eurytrachelus taurus nigra
= Lucanus taurus vultur Laporte de Castelnau, 1840
- Serrognathus taurus jampeanus (Mizunuma in Mizunuma y Nagai, 1994)

= Dorcus jampeanus Mizunuma in Mizunuma y Nagai, 1994
- Serrognathus taurus moineri (Lacloix, 1983)

= Dorcus moineri Lacroix, 1983
- Serrognathus taurus taurus (Fabricius, 1801)

= Lucanus taurus Fabricius, 1801
= Eurytrachelus taurus capito Albers, 1884
= Serrognathus taurus cofaisi Lacroix, 1983
= Lucanus taurus inermis Fabricius, 1801
= Dorcus taurus purpurascens Snellen von Vollenhoven, 1861

## Distribución geográfica
Habita en el archipiélago malayo. Serrognathus taurus borneensis en Borneo; Serrognathus taurus cribriceps en Luzón, Negros, Mindoro y Mindanao; Serrognathus taurus gypaetus en Java; Serrognathus taurus jampeanus en Célebes; Serrognathus taurus moineri en Mindanao, Palawan; Serrognathus taurus taurus en Sumatra y la península de Malaca.